# Jean-François-Étienne Borderies
Jean-François-Étienne Borderies (24 janvier 1764 - 4 août 1832) est un prélat catholique français, ancien évêque de Versailles.

## Biographie

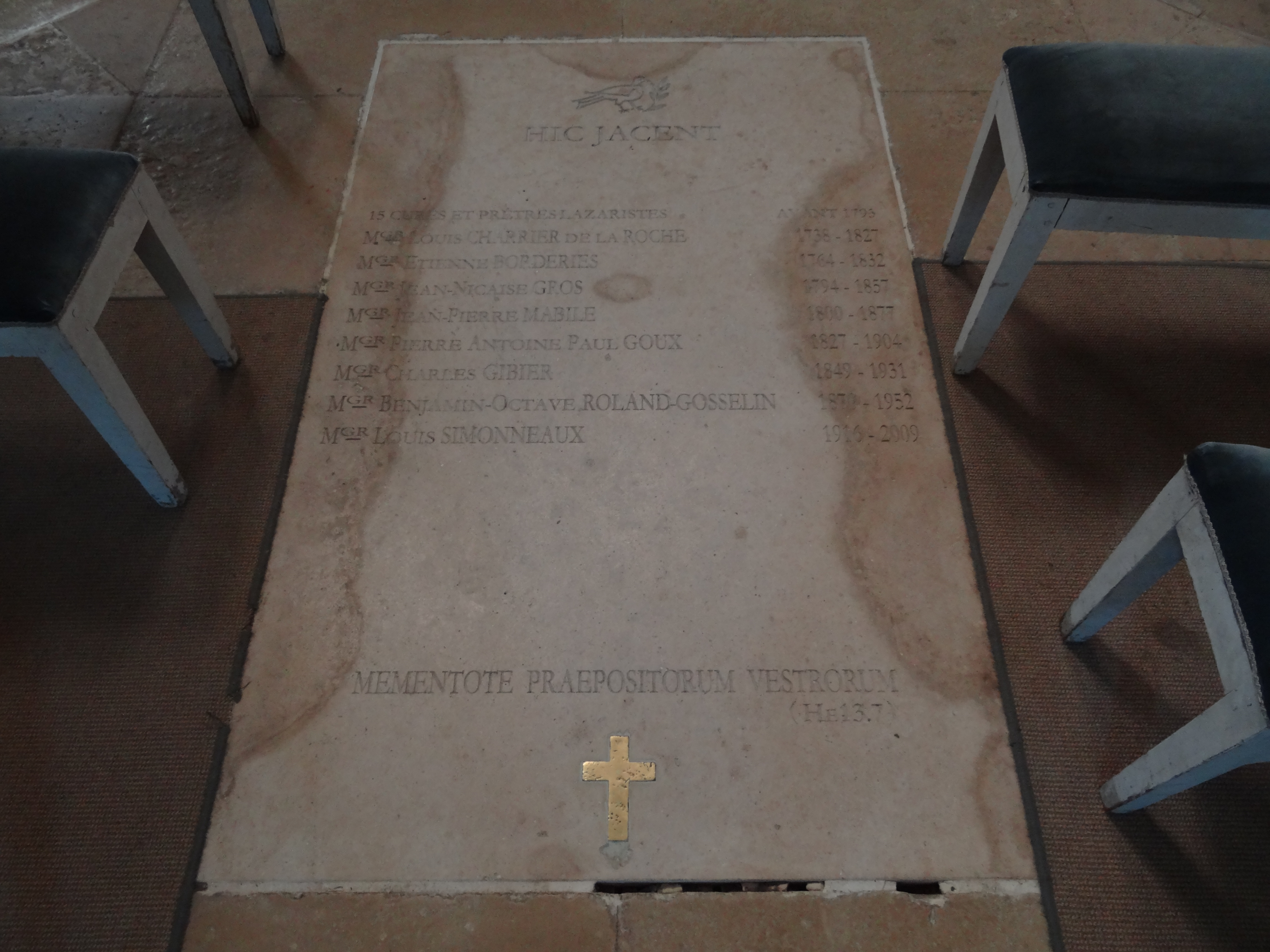
Vue de l'entrée du caveau des évêques de Versailles dans la cathédrale Saint-Louis de Versailles (Yvelines).

Jean-François-Étienne Borderies est né le 24 janvier 1764 à Montauban. Il fit ses études d'abord dans sa ville natale, puis à Paris au collège Sainte-Barbe.
Ordonné prêtre en 1791, il enseigna dans ce même collège. Hostile à la constitution civile du clergé adoptée dès 1790 il refusa de prêter serment et s'engagea dans la garde nationale pour pouvoir rendre service et intervenir comme aumônier auprès des condamnés à mort.
Paul Pisani, nous dit : « nous savons qu'un prêtre nommé  Marie-Nicolas-Silvestre Guillon (1759-1847), et se faisant appeler  Pastel du nom de sa mère, exerça pendant presque toute la Révolution  (sinon tout le temps) la profession de médecin entre Sceaux et Bourg-la-Reine. On raconte qu'un jour, se présentant à la porte de Paris, venant de la route d'Orléans, le factionnaire de garde, avant de le laisser passer lui demanda ses papiers. Il sortit une carte au nom de Pastel que le factionnaire vérifia d'un air soupçonneux et en lui rendant ses papiers lui dit : « tu mens, tu es un calotin réfractaire et tu te nommes Guillon », mais avant que son interlocuteur ne fût revenu de son émotion, le soldat lui dit à l'oreille : « Médecin des corps, soignez surtout les âmes ». L'abbé Guillon reconnut alors le soldat qui était  Jean-François-Étienne Borderies, du collège Sainte-Barbe, plus tard vicaire de l'église Saint-Thomas-d'Aquin, vicaire général de Paris et évêque de Versailles. »
L'abbé Guillon mourut à Montfermeil le 16 octobre 1847, âgé de 87 ans, avec le titre d'aumônier de la chapelle royale de Dreux et évêque in partibus du Maroc
Jean-François-Étienne Borderies  ne quitta la France qu'en 1793, après la mort du roi.
Étienne Borderies se réfugia aux Pays-Bas autrichiens puis séjourna en Angleterre avant de revenir en France en 1795. A Paris il se lia au sein du clergé réfractaire plus particulièrement avec son compatriote montalbanais Charles-André Ramond-Lalande (1761-1830). En 1802 ce dernier, devenu curé de Saint-Thomas d'Aquin, le choisit comme premier vicaire.
Il fut nommé vicaire général du diocèse de Paris (1819), puis évêque de Versailles en juillet 1827. Il fit de Louis Blanquart de Bailleul (1793-1868), qu'il avait rencontré et pris en amitié à Saint-Thomas-d'Aquin son vicaire général.
Le 27 février 1829 il publie par mandement un bréviaire pour le diocèse de Versailles.
Il fut aumônier de Madame Royale, devenue en 1824 Dauphine de France.
Jean-François-Étienne Borderies mourut le 4 août 1832 à Versailles, où il fut inhumé dans le caveau épiscopal dans le chœur de la cathédrale de Versailles.
On lui doit Œuvres de M. Borderies, évêque de Versailles..., 1834.